# Кадетский переулок
Каде́тский переулок — переулок в Василеостровском районе Санкт-Петербурга. Проходит от 9-й до 10-й линии Васильевского острова.

## История
Название Кадетский переулок известно с 1821 года, связано с нахождением напротив переулка (11-я линия, д. 2) Морского кадетского корпуса. С 6 октября 1923 года по 4 мая 2004 года носил название Съездовский переулок, в память о I Всероссийском съезде Советов рабочих и солдатских депутатов, проходившем в 1917 году на Васильевском острове.

## Достопримечательности
- школа № 27 (дом 1)